# Кокиль (литьё)
Кокиль (фр. coquille — раковина, скорлупа) — металлическая литейная форма для создания отливок, преимущественно из сплавов цветных металлов, а также чугуна и стали, к которым предъявляют определённые технологические требования.
Кокили делают из чугуна и стали, иногда из других сплавов. Подобные типы кокилей выдерживают до разрушения от 100 до 10 000 заливок в зависимости от массы заливаемого сплава и его свойств. Экономически целесообразно применять кокили в серийном и массовом производстве. Кокили могут быть без разъёма, с одним или несколькими разъёмами в горизонтальной и вертикальной плоскостях и с комбинированной плоскостью разъёма в зависимости от конфигурации отливки. Наружную поверхность отливки образуют гнёзда кокилей, внутреннюю полость — песчаные и металлические литейные стержни. Для заполнения кокилей расплавом в плоскости разъёма или в песчаном стержне имеются каналы литниковой системы. Операции открывания и закрывания частей кокиля обычно механизированы — выполняются на специальных кокильных машинах. Для повышения стойкости кокилей и уменьшения скорости охлаждения отливки на поверхность его рабочей части наносят специальные покрытия и краски. Кокили, покрытые тонким слоем (до 0,5 мм) облицовочной смеси из мелкого песка, связующих веществ и воды, служат для получения отливок простой конфигурации с высокой поверхностной плотностью и герметичностью. Футерованные кокили, у которых покрыты формовочной смесью только специально подготовленные углубления, используются для изготовления крупных отливок из чугуна и стали массой в несколько тонн.